# Sjunger Mikis Theodorakis
Sjunger Mikis Theodorakis är ett musikalbum av Sven-Bertil Taube, utgivet 1974 på skivbolaget His Master's Voice. På albumet tolkade Taube uteslutande låtar av Mikis Theodorakis. Det utgavs på CD 2003 på EMI med två bonuslåtar.
Taube hade upptäckt Theodorakis' visor under en vistelse i Grekland 1963. 1972 spelade Taube in Theodorakis' "En sång om frihet", vilken toppade Svensktoppen sju veckor i rad och låten kom senare att tas med på Sjunger Mikis Theodorakis.
Albumet producerades av Bengt Palmers och Taube med John Kurlander, Gunnar Lööf och Björn Norén som ljudtekniker. Låtarna arrangerades av Ulf Björlin. Skivan gick in på Kvällstoppen i december 1974. De svenska översättningarna av Theodorakis verk gjordes av Lars Forssell, med undantag av "Brevet" (svensk översättning: Taube). "En sång om frihet" har en svensk originaltext av Bo Setterlind. Skivan utgavs ursprungligen i ett utvikskonvolut.
Albumet är en av titlarna i boken Tusen svenska klassiker (2009).

## Innehåll
1. "Brevet"  – 2:35
2. "Stranden"  – 3:27
3. "Den förrådde"  – 4:27
4. "Den svåra vägen"  – 3:28
5. "Sömn"  – 2:24
6. "Mandelträd och marmor"  – 1:53
7. "En sång om frihet"  – 5:03
8. "Gravsång"  – 2:35
9. "Sångernas sång"  – 3:26
10. "Flyktingen"  – 3:58
11. "När kriget är slut"  – 3:10
12. "Två"  – 1:50

Bonusspår på cd-utgåvan
1. "Dirlanda"  – 3:16
2. "En sång om frihet" [alternativ version]  – 5:18

## Medverkande
- Ulf Björlin – arrangemang
- Bengt Palmers – producent
- Sven-Bertil Taube – sång, producent
- Jeremy Barlow – flöjt
- Martin Best – akustisk gitarr
- Colin Billman – basfiol, elbas
- Edward Flower – akustisk gitarr
- Christopher Lebon – cello
- Grigoris Tzistoudis – bouzouki

## Listplaceringar
- Kvällstoppen, Sverige: #4[4]
- Topplistan, Sverige: #35 (återinträde 1976)[5]

### Fotnoter
1. 1 2 3  ”Sjunger Mikis Theodorakis”. Discogs.com. http://www.discogs.com/Sven-Bertil-Taube-Sven-Bertil-Taube-Sjunger-Mikis-Theodorakis/release/2215660. Läst 2 februari 2013.
2. ↑  ”Sjunger Mikis Theodorakis”. Svensk mediedatabas. http://smdb.kb.se/catalog/search?q=Sven-Bertil+Taube+Sjunger+Mikis&sort=OLDEST. Läst 2 februari 2013.
3. 1 2  Gradvall et al 2009, #418
4. 1 2  Hallberg 1993
5. ↑  ”Swedish Charts Portal”. Hitparad.se. 2010. http://hitparad.se/showitem.asp?interpret=Sven-Bertil+Taube&titel=Sjunger+Mikis+Theodorakis&cat=a. Läst 6 juli 2010.